# Carnival (canción)
«Carnival» es la canción de la banda Our Lady Peace. lanzado como el cuarto sencillo de su segundo álbum Clumsy.